# Medong
Medong is een bestuurslaag in het regentschap Pandeglang van de provincie Banten, Indonesië. Medong telt 2841 inwoners (volkstelling 2010).